# Topologia sieci komputerowej
Topologia sieci komputerowej – model układu połączeń różnych elementów (linki, węzły itd.) sieci komputerowej. Określenie topologia sieci może odnosić się do konstrukcji fizycznej albo logicznej sieci.
Topologia fizyczna opisuje sposoby fizycznej realizacji sieci komputerowej, jej układu przewodów, mediów transmisyjnych. Poza połączeniem fizycznym hostów i ustaleniem standardu komunikacji, topologia fizyczna zapewnia bezbłędną transmisję danych. Topologia fizyczna jest ściśle powiązana z topologią logiczną np. koncentratory, hosty.
Topologia logiczna opisuje sposoby komunikowania się hostów za pomocą urządzeń topologii fizycznej.

## Topologie fizyczne

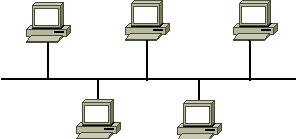

Topologia magistrali (szyny) (ang. bus topology) – wszystkie elementy sieci podłączone są do jednej magistrali. Obecnie stosowana do łączenia urządzeń w topologii punkt-punkt (ang. point-to-point topology). 

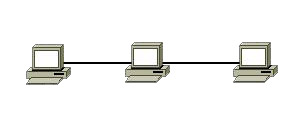

Topologia liniowa (ang. linear bus topology) – odmiana topologii magistrali, w której każdy element sieci (oprócz granicznych) połączony jest dokładnie z dwoma sąsiadującymi elementami.

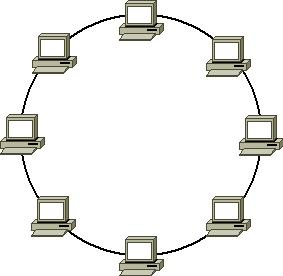

Topologia pierścienia (ang. ring topology) – poszczególne elementy są połączone ze sobą w taki sposób jak w topologii liniowej, a dodatkowo połączone zostały elementy graniczne tworząc zamknięty pierścień.

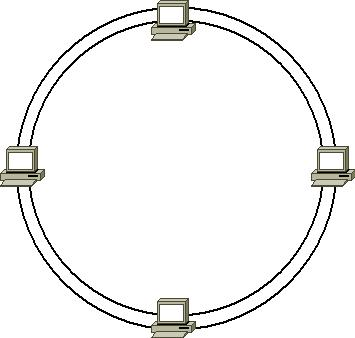

Topologia podwójnego pierścienia (ang. dual ring topology) – odmiana topologii pierścienia, w której poszczególne elementy połączone są ze sobą dwoma przewodami, co pozwala na utworzenie dwóch zamkniętych pierścieni.

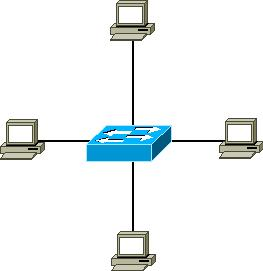

Topologia gwiazdy (ang. star topology) – elementy końcowe są podłączone do jednego punktu centralnego, koncentratora (koncentrator tworzy fizyczną topologię gwiazdy, ale logicznie jest to magistrala) lub przełącznika. Stosowana do łączenia urządzeń za pomocą skrętki lub kabla światłowodowego. Poszczególne kable są używane do połączenia z siecią dokładnie jednego elementu końcowego.

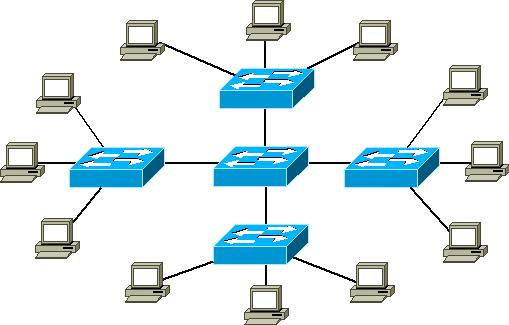

Topologia gwiazdy rozszerzonej (ang. extended star topology) – odmiana topologii gwiazdy, posiadająca punkt centralny (podobnie jak w topologii gwiazdy) i punkty poboczne – jedna z częściej stosowanych topologii fizycznych Ethernetu.

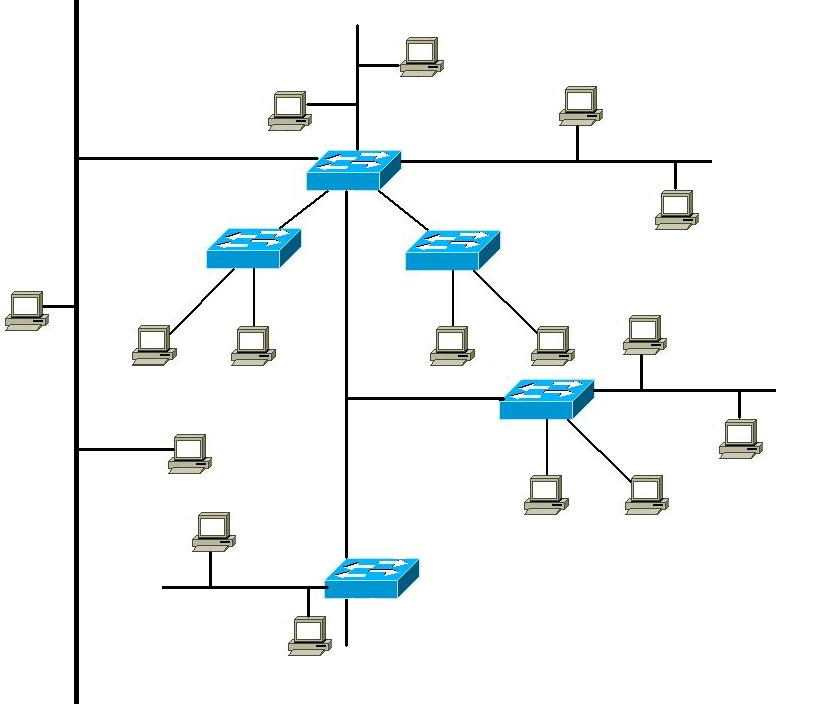

Topologia hierarchiczna (ang. hierarchical topology, tree topology, star-bus topology) – zwana także topologią drzewa, jest kombinacją topologii gwiazdy i magistrali, może być także postrzegana jako zbiór sieci w topologii gwiazdy połączonych w strukturę hierarchiczną (drzewiastą).

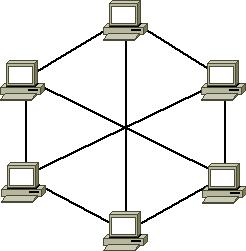

Topologia siatki (ang. mesh topology) – elementy łączą się bezpośrednio, dynamicznie i niehierarchicznie z jak największą liczbą innych elementów i współpracują ze sobą w celu efektywnego trasowania danych. Sieć w topologii mesh pozwala na dynamiczne samoorganizowanie się i samokonfigurowanie. Rozwiązanie często stosowane w sieciach, w których wymagana jest bezawaryjność.

## Topologie logiczne
Topologia rozgłaszania – polega na tym, że host wysyła dane do wszystkich innych hostów podłączonych do medium (zob. protokół CSMA). Kolejność korzystania z medium według reguły „kto pierwszy wyśle, pierwszy zostanie obsłużony” (ang. first come, first serve). Przykładem są tutaj sieci Ethernet:
- IEEE 802.3 – 10 Mb Ethernet
- IEEE 802.3u – 100 Mb Ethernet
- IEEE 802.3x – Full Duplex Ethernet
- IEEE 802.3z – 1 Gb Ethernet

Topologia przekazywania tokena (żetonu) – polega na kontrolowaniu dostępu do sieci poprzez przekazywanie elektronicznego tokena. Host, który w danym momencie posiada token, może skorzystać z medium. W przypadku, gdy nie ma już zadań do wykonania przekazuje token kolejnemu hostowi i cykl się powtarza:
- IEEE 802.5 – Token ring
- IEEE 802.6 – sieci metropolitalne/miejskie (MAN)
- FDDI